# Stenoloba nivilinea
Stenoloba nivilinea là một loài bướm đêm trong họ Noctuidae.